# Schöllkrippen
Schöllkrippen è un comune tedesco di 3 859 abitanti, situato nel land della Baviera.